# Zwitserse parlementsverkiezingen 1869
De Zwitserse parlementsverkiezingen van 1869 vonden plaats op 31 oktober 1869. Er werden 128 leden van de Nationale Raad verkozen. De linkse radicalen bleven bij deze verkiezingen de grootste formatie in de Nationale Raad met 57 van de 128 zetels, een lichte stijging in vergelijking met de vorige verkiezingen van 1866. De achtste legislatuur die hierop volgde, ging van start op 6 december 1869 en duurde drie jaar.

## Verloop van de verkiezingen

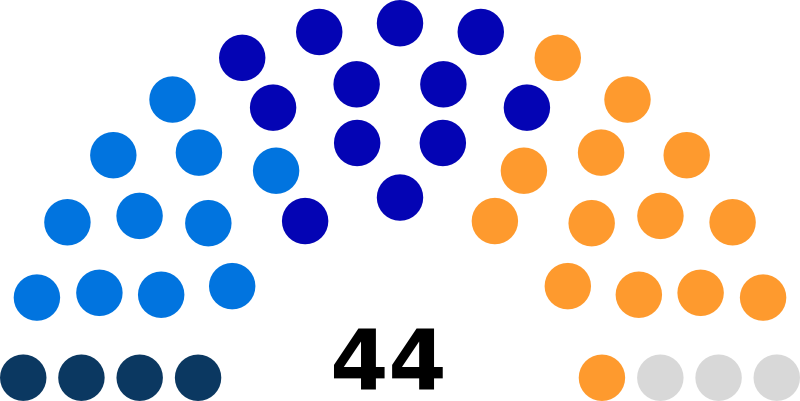
Zetelverdeling in de Kantonsraad.

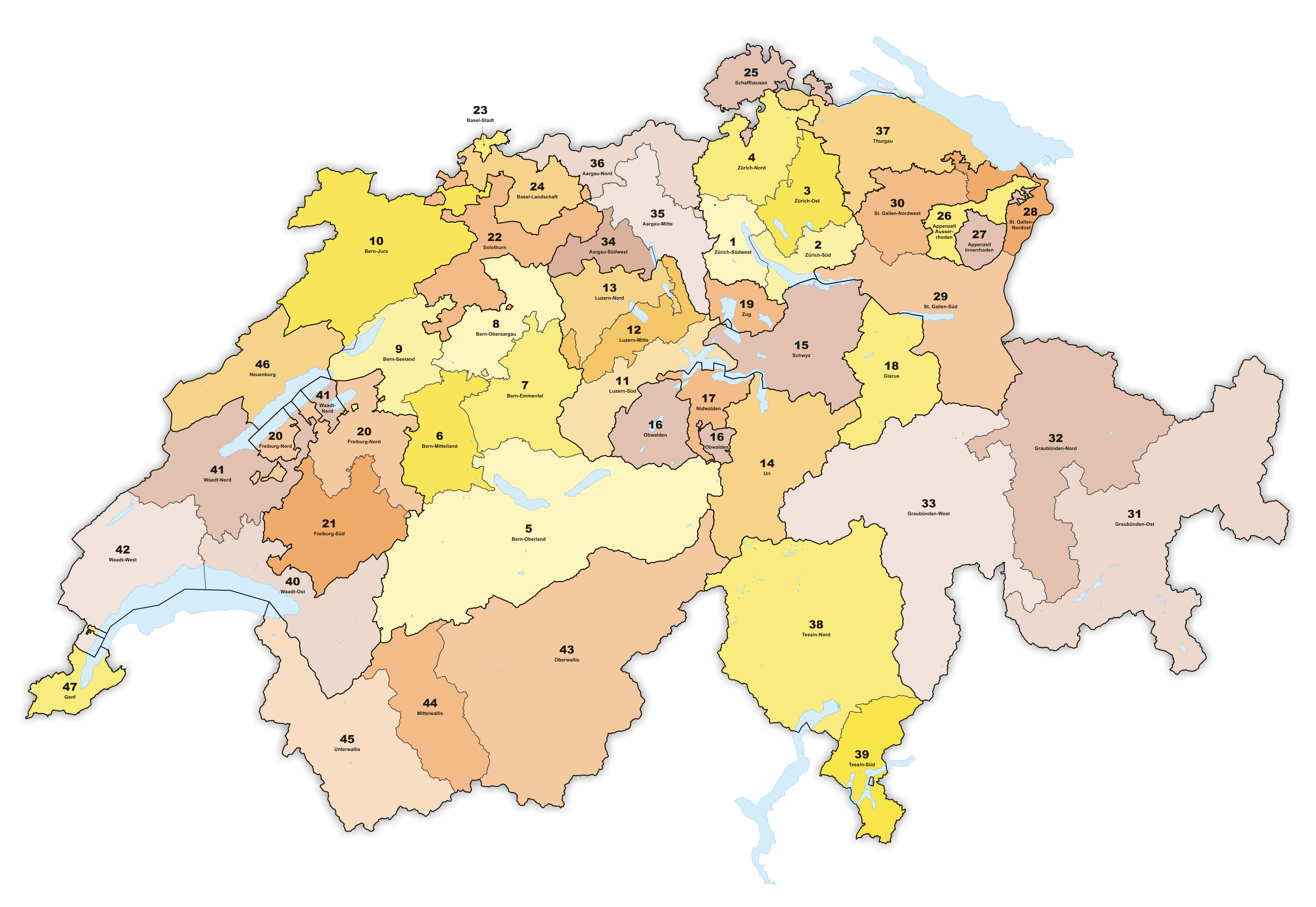
De 47 kiesdistricten zoals die golden voor de federale verkiezingen van 1860 tot en met die van 1869.

Bij deze verkiezingen werden voor het eerst ook enkele leden van de Kantonsraad direct verkozen door de kiesgerechtigde bevolking. Dit gebeurde in de kantons Solothurn, Thurgau en Zürich, al werd het lid voor het kanton Obwalden reeds in 1867 voor het eerst door de bevolking gekozen via de Landsgemeinde. In de overige kantons waren de verkiezingen voor de Kantonsraad nog steeds niet geregeld. De kantons hernieuwden vaak het mandaat van hun zittende Kantonsraadsleden, die op verscheidene data werden verkozen door de kantonnale parlementen.
Ook waren deze verkiezingen de eerste waarbij verkiezingsprogramma's een grotere impact zouden hebben op de politieke besluitvorming in Zwitserland. De kiescampagne was niet langer louter een politieke strijd in of tussen de kantons. Bovendien kwamen ook de verschillende politieke strekkingen wat nadrukkelijker naar voren, zij het dat dit nog steeds oppervlakkig gebeurde. In 1868 leidde dit in Zürich wel tot de oprichting van de Democratische Partij, die op dat moment evenwel vooral op kantonnaal vlak was georganiseerd. De Democratische partij kwam voort uit de strekking van democratisch links.
De hoofdzakelijke aanleiding voor deze evolutie was de grondwetsherziening die in het vooruitzicht werd gesteld, en die in 1874 zou worden doorgevoerd. Aangaande deze grondwetsherziening ontstonden twee strekkingen. De eerste strekking was die van de voorstanders van een volledige herziening die pleiten voor het behoud van de kantonnale autonomie tegen een verdere versterking van het federale niveau. De andere strekking was die van de federalisten en centralisten, die hoofdzakelijk aanleunden bij de radicalen en door het aanbrengen van enkele wijzigingen in de grondwet het federale niveau wilden versterken, zij het dat hun voorstellen door de bevolking werden afgewezen in een referendum op 14 januari 1866. De Democratische Partij behoorde tot deze eerste strekking en pleitte voor het uitbreiden van de democratische rechten naar meer directe democratie en voor een groter overheidsinterventionisme in enkele kantons. In het oosten van Zwitserland maakte deze partij bovendien een alliantie met de Grütlivereniging. Dit leverde de Democratische Partij succes op bij deze verkiezingen. In het kanton Thurgau bijvoorbeeld behaalden ze vier zetels en acht in het kanton Zürich, waar Alfred Escher en de gematigde liberalen (tegenstanders van een groter interventionisme) nochtans sterk stonden.
Net zoals bij de vorige verkiezingen sinds die van 1848, bleven ook nu linkse radicalen voor de achtste verkiezingen op rij de grootste met 57 zetels en 37,6% van de stemmen voor de Nationale Raad. Hiermee verloren zij procentueel 2 procentpunt, maar behaalden zij niettemin drie zetels meer in vergelijking met de vorige parlementsverkiezingen in 1866, wat te verklaren valt door het meerderheidssysteem. De Democratische Partij behaalde de grootste zetelwinst met 14 zetels (+4) en 14,6% van de stemmen, waarbij ze in de buurt kwamen van de katholieke conservatieven, die 15,5% stemmen behaalden.
Van de 568.713 stemgerechtigde mannen van 20 jaar en ouder namen 308.510 personen deel aan de verkiezingen, wat een opkomst betekende van 54,2%, een stijging van 3,6% ten opzichte van de vorige verkiezingen en de hoogste procentuele opkomst sinds de eerste verkiezingen in 1848. Hierin zijn evenwel niet meegerekend de kiezers in de kantons Appenzell Innerrhoden, Appenzell Ausserrhoden, Glarus, Obwalden, Nidwalden en Uri, wier volksvertegenwoordigers door de Landsgemeinden werden verkozen. De hoogste opkomst werd genoteerd in het kanton Aargau (85,8%), wat een hogere opkomst is dan in het kanton Schaffhausen, waar ondanks een opkomstplicht slechts 79,1% van de kiezers ging stemmen. In Schwyz en Zug nam slechts 22,1% van de kiezers deel aan de verkiezingen, de laagste procentuele opkomst in deze verkiezingen. In het kanton Zürich werd de grootste stijging in de opkomst genoteerd. Met 76,4% lag de opkomst er 14,1 procentpunt hoger bij de vorige verkiezingen 3 jaar geleden in 1866, en maar liefst 67,5 procentpunt hoger met de verkiezingen van 9 jaar geleden in 1860.

## Resultaat
|  | Strekking/partij          | Ideologie                                          | Zetels Nationale Raad | Zetels Kantonsraad |
|  | ------------------------- | -------------------------------------------------- | --------------------- | ------------------ |
|  | linkse radicalen          | radicalen, radicaal-democraten, centrumlinks       | 57                    | 11                 |
|  | gematigde liberalen       | liberalen, gematigden, liberaaldemocraten, centrum | 30                    | 12                 |
|  | conservatieve katholieken | conservatieve katholieken, rechts                  | 24                    | 14                 |
|  | Democratische Partij      | links                                              | 14                    | 4                  |
|  | evangelisch rechts        | conservatieve protestanten, rechts                 | 3                     | 0                  |
|  | onafhankelijken           | onafhankelijk                                      | -                     | 3                  |